# GATA
Los factores de transcripción GATA son una familia de proteínas caracterizadas por su capacidad de unirse a la secuencia de ADN "GATA" (donde G = Guanina, A = Adenina y T = Timina).

## Proteínas pertenecientes a la familia GATA
- GATA1 (gen HGNC GATA1 )
- GATA2 (gen HGNC GATA2 )
- GATA3 (gen HGNC GATA3 )
- GATA4 (gen HGNC GATA4 )
- GATA5 (gen HGNC GATA5 )
- GATA6 (gen HGNC GATA6 )